# Robin Bryntesson
Robin Bryntesson (Sollefteå, 17 ottobre 1985) è un ex fondista svedese.

## Biografia
In Coppa del Mondo ha esordito il 18 febbraio 2004 a Stoccolma (48°) e ha ottenuto la prima vittoria, nonché primo podio, il 18 gennaio 2009 a Whistler. Non ha partecipato né a rassegne olimpiche né iridate.

## Palmarès

### Mondiali juniores
- 1 medaglia:
  - 1 oro (sprint a Stryn 2004)

### Coppa del Mondo
- Miglior piazzamento in classifica generale: 61º nel 2008
- 2 podi (entrambi a squadre):
  - 1 vittoria
  - 1 terzo posto

#### Coppa del Mondo - vittorie
| Data            | Località | Nazione | Spec.                    |
| --------------- | -------- | ------- | ------------------------ |
| 18 gennaio 2009 | Whistler | Canada  | TS TL (con Emil Jönsson) |

Legenda:

TL = tecnica libera

TS = sprint a squadre